# Nisnit
Nisnit (IMA-Symbol Nn) ist ein sehr selten vorkommendes Mineral aus der Mineralklasse der „Elemente“ mit der chemischen Zusammensetzung Ni3Sn und damit chemisch gesehen eine natürliche Legierung aus Nickel und Zinn im Stoffmengenverhältnis von 3 : 1.
Nisnit kristallisiert im kubischen Kristallsystem und entwickelt tafelige bis blockige Kristalle mit quadratischem bis rechteckigem Querschnitt von bis zu 100 μm Größe. Die Kristalle sind überwiegend längsgestreift und können zudem komplexe, kastenförmige Aggregate bilden. Das Mineral ist in jeder Form undurchsichtig (opak) und erscheint im Auflicht bronzefarben mit einem metallischen Glanz.

## Etymologie und Geschichte
Entdeckt wurde Nisnit erstmals bei einer erneuten Untersuchung von Heazlewoodit-Kristallen in Rodingitproben aus dem ehemaligen Chrysotil-Asbest-Tagebau Jeffrey (englisch Jeffrey Mine) bei Val-des-Sources (ehemals Asbestos) in der Gemeinde Les Sources des kanadischen Bundesstaates Québec. Die Analyse und Erstbeschreibung erfolgte durch Ralph Rowe, Joel D. Grice, Glenn Poirier und Chris J. Stanley und László Horváth (* 1937), die das Mineral nach dessen Zusammensetzung aus Nickel (Ni) und Zinn (Sn) sowie dem bei Mineralen üblichen Anhang „it“ benannten.
Das Mineralogenteam sandte seine Untersuchungsergebnisse und den gewählten Namen 2009 zur Prüfung an die International Mineralogical Association (interne Eingangsnummer der IMA: 2009-083), die den Nisnit als eigenständige Mineralart anerkannte. Die Erstbeschreibung wurde 2011 im Fachmagazin The Canadian Mineralogist veröffentlicht.
Das Typmaterial des Minerals wird im Canadian Museum of Nature (CMN) in Ottawa unter der Katalognummer CMNMC 86097 und im Natural History Museum (NHM) in London unter der Katalognummer BM 2010,121 aufbewahrt.

## Klassifikation
Da der Nisnit erst 2009 als eigenständiges Mineral anerkannt wurde, ist er weder in der veralteten 8. Auflage noch in der zuletzt von der IMA 2009 aktualisierten 9. Auflage der Mineralsystematik nach Strunz verzeichnet. Auch die vorwiegend im englischen Sprachraum gebräuchlichen Systematik der Minerale nach Dana kennt den Nisnit noch nicht.
In der zuletzt 2018 überarbeiteten Lapis-Systematik nach Stefan Weiß, die formal auf der alten Systematik von Karl Hugo Strunz in der 8. Auflage basiert, erhielt das Mineral die System- und Mineralnummer I/A.08-045. Dies entspricht der Klasse der „Elemente“ und dort der Abteilung „Metalle und intermetallische Verbindungen“, wo Nisnit zusammen mit Awaruit, Jedwabit, Nickel, Taenit und Tetrataenit eine unbenannte Gruppe mit der Systemnummer I/A.08 bildet.
Die von der Mineraldatenbank „Mindat.org“ weitergeführte Strunz-Klassifikation ordnet den Nisnit wie die Lapis-Systematik in die Abteilung der „Metalle und intermetallische Verbindungen“ (englisch Metals and Intermetallic Alloys). Diese ist weiter unterteilt nach den in der Verbindung vorherrschenden Metallen, die entsprechend ihrer verwandten Eigenschaften in Metallfamilien eingeteilt wurden. Das Mineral ist hier in der Unterabteilung „Eisen-Chrom-Familie“ (englisch Iron-chromium family), wo er als einziges Mitglied eine unbenannte Gruppe mit der Systemnummer 1.AE.35 bildet (vergleiche dazu auch gleichnamige Unterabteilung in der Klassifikation nach Strunz (9. Auflage)).

## Chemismus
In der idealen, stoffreinen Zusammensetzung von Nisnit (Ni3Sn) besteht das Mineral aus je drei Teilen Nickel (Ni) und einem Teil Zinn (Sn) pro Elementarzelle. Die entspricht einem Massenanteil (Gewichtsprozent) von 59,73 Gew.-% Ni und 40,27 Gew.-% Sn.
Die Analyse der natürlichen Mineralbildung anhand des Typmaterials aus der Jeffrey Mine in Kanada ergab dagegen leichte Abweichungen von 57,88 Gew.-% Ni und 40,17 Gew.-% Sn. Dies korrespondiert mit der empirischen Formel Ni2,98Sn1,02, die zur oben genannten Endgliedformel idealisiert wurde.

## Kristallstruktur
Nisnit kristallisiert in der kubischen Raumgruppe Pm3m (Raumgruppen-Nr. 221) mit dem Gitterparameter a = 3,7349 Å bei einer Formeleinheit pro Elementarzelle.
Die Kristallstruktur von Nisnit besteht aus 12-fach koordinierte Zinn- und Nickel-Atomen. Das heißt, Zinn wird von je 12 Nickelatomen und Nickel von je 8 Nickel und 4 Zinnatomen als nächste Nachbarn umgeben. Von den drei bekannten synthetischen Ni3Sn-Phasen entspricht Nisnit der Kubisch dichtesten Kugelpackung (englisch cubic closed packed; ccp), die bei hohem Druck und hoher Temperatur synthetisiert werden konnte.
| Kristallstruktur von Nisnit nach Rowe et al. |
| --- |
| - Elementarzelle mit Blickrichtung parallel zur a-Achse - räumliche Darstellung in kristallographischer Standardausrichtung - zentriert nach den drei Raumdiagonalen - Raumfüllendes Modell in kristallographischer Standardausrichtung - Größerer Ausschnitt der Kristallstruktur - zentriert nach den drei Raumdiagonalen |
| Farblegende: 0 _ Ni 0 _ Sn |

## Bildung und Fundorte
An seiner Typlokalität im Chrysotil-Asbest-Tagebau Jeffrey fand sich Nisnit nicht nur vergesellschaftet mit Heazlewoodit, sondern auch mit Chromit, Diopsid, Grossular und Shandit.
Des Weiteren konnte das Mineral bisher gesichert nur noch in der Uncía-Formation in der Provinz Murillo (La Paz) in Bolivien entdeckt werden. Ein weiteres Vorkommen in einer Seifenlagerstätte am Fluss Durance bei Peyrolles-en-Provence im Département Bouches-du-Rhône (Provence-Alpes-Côte d’Azur) in Frankreich gilt bisher als fraglich bzw. nicht bestätigt (Stand 2025).